# Macrothemis delia
Macrothemis delia is een libellensoort uit de familie van de korenbouten (Libellulidae), onderorde echte libellen (Anisoptera).
De wetenschappelijke naam Macrothemis delia is voor het eerst geldig gepubliceerd in 1913 door Ris.